# Горки (Великолукский район)
Горки — деревня в Великолукском районе Псковской области России. Входит в состав сельского поселения «Успенская волость».
Расположена на восточном побережье Горецкого озера, в 43 км к юго-востоку от райцентра Великие Луки и в 4 км к западу от волостного центра Успенское.

## Население
Численность населения деревни по состоянию на 2000 год составила 1 житель, на 2010 год — 5 жителей.